# Louis-Antoine de Bougainville
Pour les articles homonymes, voir Bougainville.
Pour les autres membres de la famille, voir Famille de Bougainville.
Le comte Louis-Antoine de Bougainville, né le 12 novembre 1729 à Paris (paroisse Saint-Merry) et mort le 31 août 1811 à Paris (ancien 3e arrondissement), est un officier de marine, explorateur et écrivain français.
Il a mené en tant que capitaine, de 1766 à 1769, le premier tour du monde commandité par le gouvernement français,. Le récit qu'il en a fait dans son Voyage autour du monde, journal de bord publié en 1771, fit sensation dans les sociétés européennes de l'époque. Cet ouvrage allait inspirer nombre de navigateurs, artistes, écrivains et philosophes (notamment Diderot qui publiera son Supplément au Voyage de Bougainville en 1772) ; il s'agit d'une des principales sources de ce qu'on appellera plus tard le mythe du « bon sauvage ».

## Biographie

### Jeunesse

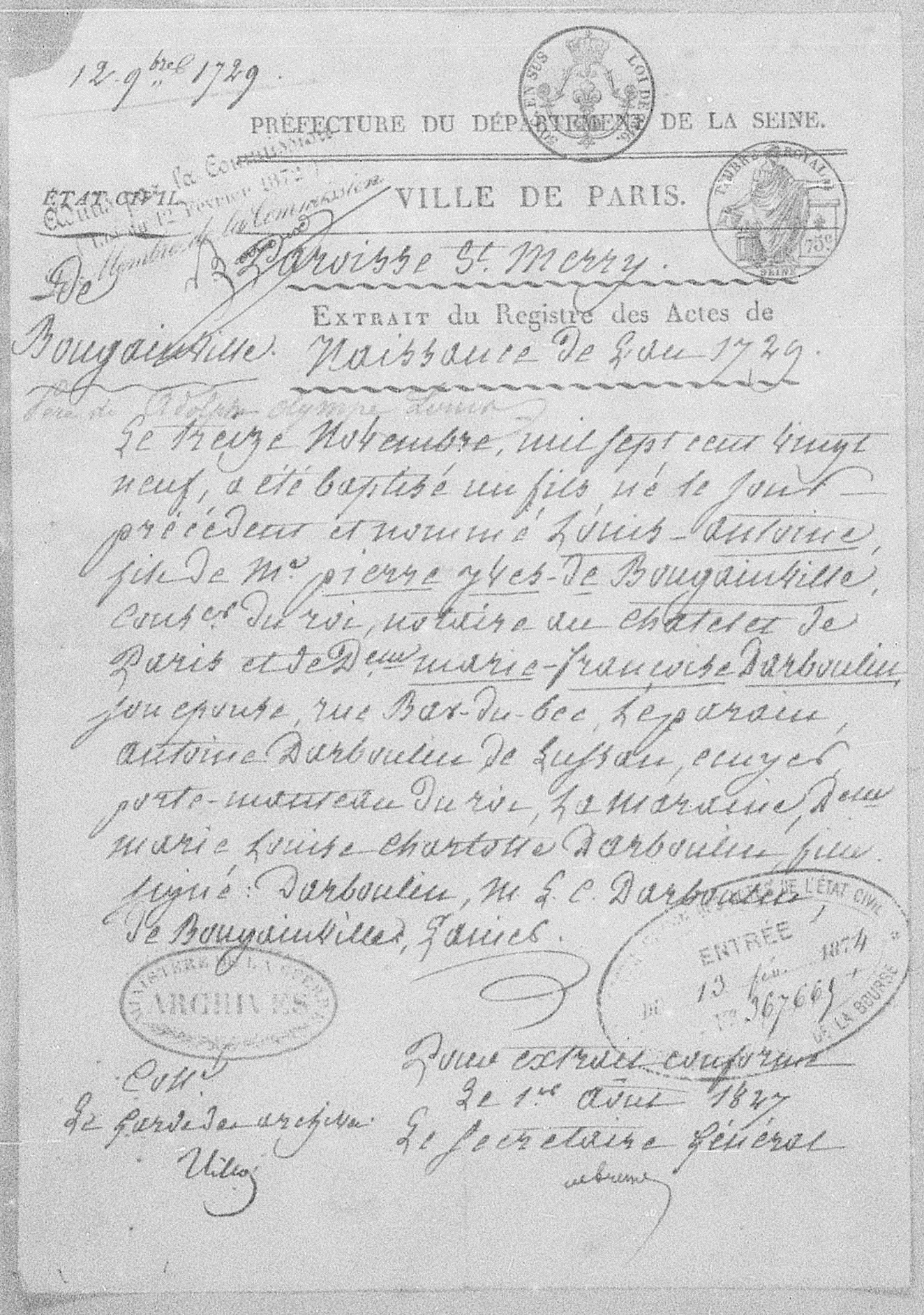
Acte de baptême de Louis Antoine de Bougainville le 13 novembre 1729 en l'église Saint-Merry à Paris.

Louis-Antoine de Bougainville est né à Paris, rue Barre-du-Bec, le 12 novembre 1729 et il est baptisé le lendemain, 13 novembre 1729, en l'église Saint-Merri de Paris, l'église de sa paroisse.
Issu d'une famille que l'on fait provenir de Bougainville en Picardie, il est le dernier d'une fratrie de cinq enfants dont l'aîné est l'historien Jean-Pierre. Son père, Pierre-Yves (1686-1756), est notaire au Châtelet et échevin de la ville. Sa mère, Marie-Françoise d'Arboulin (décédée le 24 mai 1734 à Paris) est liée au cercle de Madame de Pompadour par son frère Jean Potentien, administrateur général des Postes en 1759.
À cinq ans, Louis Antoine perd sa mère. Il est placé sous la protection de Madame Hérault de Séchelles à Versailles. Cette dernière, veuve d'un lieutenant de police et fille du contrôleur général des finances Moreau de Séchelles, devient sa mère de substitution et son éducatrice. Il fait des études poussées au collège de Beauvais où il montre des aptitudes particulières pour les études mathématiques, notamment sous la direction des mathématiciens D'Alembert et Clairaut. Il publie deux volumes d'un Traité de calcul intégral en 1754 et 1756. Il y étudie par ailleurs le droit, son père le destinant au barreau. Avocat au parlement de Paris, à la mort de son père, il entreprend une carrière militaire, bénéficiant de la protection de son oncle maternel Jean Potentien d'Arboulin. En octobre 1754, il est nommé secrétaire d'ambassade à Londres et devient membre de la Royal Society le 8 janvier 1756.

### Le Canada
Bougainville est nommé aide-de-camp de François de Chevert, puis est envoyé en 1756 au Canada où il devient aide-de-camp du brigadier-général Louis-Joseph de Montcalm qui venait d’être promu commandant des troupes du Canada. Il part de Brest sur La Licorne le 3 avril 1756 et arrive avec le dernier contingent majeur envoyé du gouvernement de Louis XV pour maintenir la colonie. Il participe à tous les engagements majeurs de la guerre de la Conquête, ce conflit opposant la Nouvelle-France à la Nouvelle-Angleterre, notamment les victoires françaises d'Oswego (10 aout 1756), de Fort William Henry (3 août 1757) et de Fort Carillon (8 juillet 1758) où il est blessé. À l'automne 1758, il passe en France pour demander des renforts pour le Canada, mais il revient au printemps 1759 avec seulement quelques recrues et le grade de colonel. Durant le siège de Québec (26 juin 1759), Bougainville est assigné à la défense de la rive nord entre Québec et la Rivière Jacques-Cartier. Montcalm le met à la tête d'une force d'environ 1 000 hommes, dont une unité de 150 cavaliers qui réussira à repousser les tentatives de débarquement anglaises en amont de Québec durant le mois d'août 1759. Mais après le débarquement des troupes britanniques à l'anse au Foulon et le début de la bataille des plaines d'Abraham, il se rapproche de la zone des combats, mais arrive après la fin de la bataille. Après la mort de Montcalm durant la bataille, il dirige le repli des troupes françaises vers le Fort Jacques-Cartier. Au printemps 1760, le chevalier de Lévis et lui sont de retour aux portes de Québec avec l'armée française où ils infligent, à la bataille de Sainte-Foy, une défaite à l'armée britannique qui se replie dans les murs de la ville. L'arrivée de la flotte anglaise dans le fleuve Saint-Laurent anéantit tout espoir de poursuivre le combat chez les Français. L'armée française se replie de nouveau vers Montréal où Bougainville, bilingue, négocie, dès le 7 septembre, la capitulation française avec le général britannique Jeffery Amherst qui aura une attitude humiliante vis-à-vis de l’armée française lors de sa reddition.
Bougainville laissera des Mémoires détaillés sur sa campagne de Nouvelle-France. Ses Mémoires portent sur la conduite des opérations militaires, l'administration coloniale dont il critique l'inefficacité et les relations avec les peuples autochtones alliés des Français.

### Les Malouines
Prisonnier sur parole, il reçoit l'autorisation de gagner la France et de continuer à servir, mais en Europe exclusivement. 
En 1761, il se distingue sur les bords du Rhin où il est à nouveau blessé. Lorsque la paix est conclue en 1763, bénéficiant du soutien du prince de Condé et des milieux philosophiques, il est nommé capitaine de frégate et file avec deux navires, l’Aigle et le Sphinx, vers les îles Malouines, alors inoccupées, pour y établir une colonie à Port Saint Louis en 1764. Il est accompagné pour ce voyage d'Antoine-Joseph Pernety qui officie en tant qu’aumônier et naturaliste. Il reconnaît le détroit de Magellan et établit des contacts avec les populations locales. Quelques années plus tard, devant les violentes protestations des Espagnols qui revendiquent ces îles, il les leur restitue, par ordre du roi Louis XV.

### Le voyage autour du monde

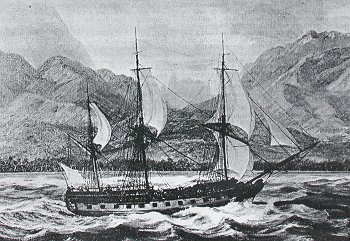
La Boudeuse arrivant dans la baie de Matavai en 1768.

Accompagné du naturaliste Philibert Commerson, de l'ingénieur cartographe Charles Routier de Romainville, de l'astronome Pierre-Antoine Véron et de l'aventurier le prince Charles de Nassau, il part de Nantes, puis de Mindin le 15 novembre 1766, avant de faire escale dans la rade de Brest d'où il repart le 5 décembre[source insuffisante] pour un voyage autour du monde à bord de la frégate la Boudeuse. Un second bateau, l’Étoile, une flûte (navire de charge), parti de Rochefort le 1er février 1767, le rejoint pour le tour du monde le 13 juin 1767 à Rio de Janeiro après deux rendez-vous manqués aux Malouines et dans l'embouchure du Río de la Plata. Il a embarqué quatre musiciens pour maintenir le moral de ses hommes à bord.
Au Brésil, le botaniste Philibert Commerson embarqué sur l’Étoile découvre la fleur qu'il nommera plus tard la bougainvillée et cette fleur sera donnée à Joséphine de Beauharnais, première épouse de Napoléon.

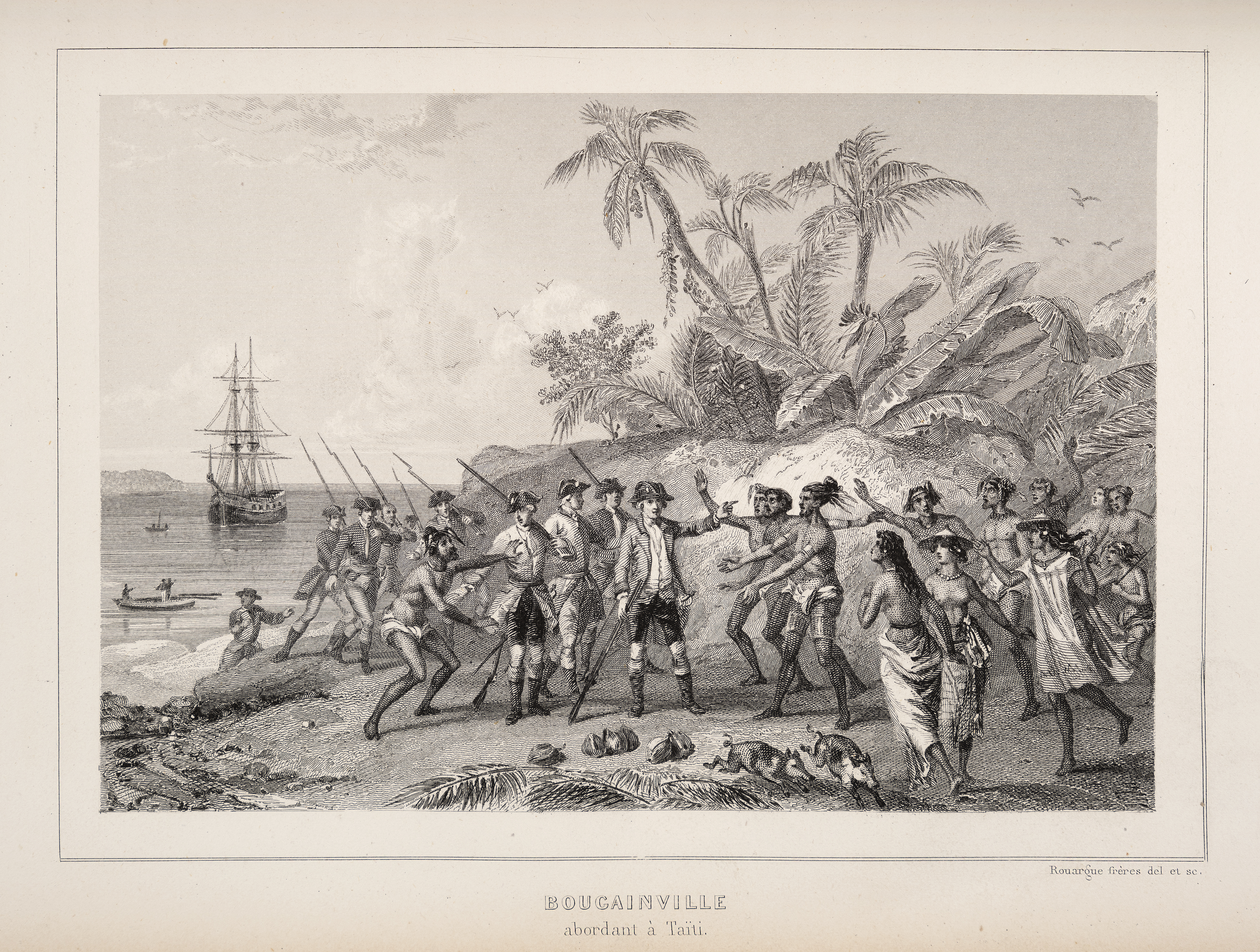
Bougainville abordant à Tahiti, gravure de Rouargues Frères de 1846

Après avoir remis les îles Malouines aux Espagnols, sur ordre de Louis XV, il franchit le détroit de Magellan qu'il étudie pour en améliorer la cartographie, et explore le sud de l'immense archipel des Tuamotu, qu'il baptise « archipel dangereux », du fait de la faible visibilité des atolls coralliens qui le composent, représentant autant de récifs compliquant la navigation. Le 22 février 1768, il découvre les atolls de Vahitahi et Akiaki, qu'il nomme respectivement « les Quatre Facardins » et « l'île des Lanciers », mais n'y accoste pas. Il aperçoit également Hao, découverte plus de 160 ans avant par Quiros, et la nomme « île de la Harpe » en raison de sa forme. Il aperçoit plus tard Mehetia, et arrive en vue du Boudoir (petit îlot au large de Tahiti), le 2 avril. Tahiti vient d'être découverte en juin 1767 par Samuel Wallis. Les navires de Bougainville y restent moins de dix jours, au mouillage à Hitia'a. Puis, l'expédition repart avec un jeune Tahitien volontaire, Ahutoru, qui fera le trajet jusqu'à Paris où Bougainville le présentera au roi, l'officier de marine lui offrant, comme promis au bout d'un an, son voyage de retour au cours duquel il mourra de la petite vérole, après une escale à l'Île-de-France.

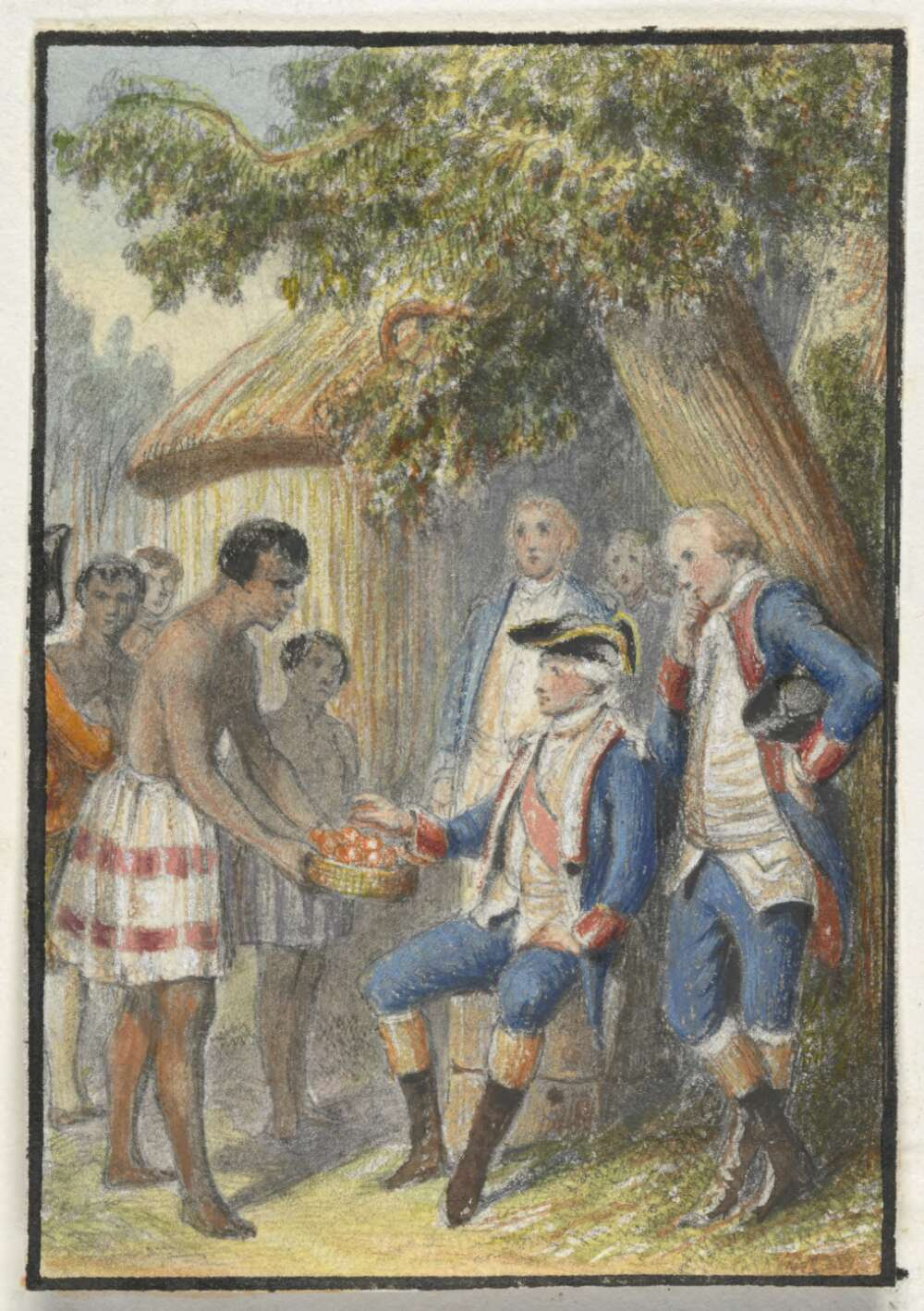
Tahitiens présentant des fruits à Bougainville entouré de ses officiers.

Le 3 mai 1768, Bougainville navigue au sein de l'archipel des Samoa, découvert par Jakob Roggeveen en juin 1722. Il s'émerveille de la rapidité des pirogues polynésiennes à voile, et baptise ces îles « Archipel des navigateurs ». Des échanges interviennent avec les natifs, de bord à bord, mais là encore, aucun membre de l'expédition de Bougainville ne pose pied à terre.
Courant mai 1768, il découvre à bord une supercherie : le domestique Jean Baré est en fait une femme déguisée en garçon. Compagne du botaniste Philibert Commerson, elle est ainsi la première femme à faire le tour du monde. Mais l'expédition, qui avait accosté à l'est de Tahiti quatre semaines plus tôt, avait été accueillie par les autochtones. Les Tahitiens en croisant pour la première fois Jean Baré répétaient vahine (vahiné), ce qui signifie « femme » en tahitien et percent immédiatement le secret de Jeanne. La première Européenne à débarquer sur l'île ne peut l'explorer et doit quitter la terre ferme pendant tout le séjour pour éviter que le subterfuge soit éventé. Jeanne Barret continuera le voyage, accompagnant Commerson, déjà malade, dans toutes ses expéditions botaniques. Elle collectera aussi des petits animaux vivants et insectes, les faisant sécher et inventa ainsi les premiers actes de taxidermie. À la fin du voyage, elle épousera Commerson.
Il explore quelques semaines plus tard l'archipel des Grandes Cyclades ou Vanuatu, qui sont les îles Saint-Esprit de Pedro Fernández de Quirós.  De là, il atteint l'archipel des Louisiades, qu'il nomme ainsi en l'honneur du roi Louis XV. Il longe ensuite les îles Salomon, et découvre le 30 juin 1768, l'île à laquelle on donnera par la suite son nom, Bougainville, actuellement située à la jonction entre les îles Salomon et la Papouasie-Nouvelle-Guinée. Le 1er septembre 1768, il peut enfin se ravitailler aux Moluques, une partie de son équipage souffrant chroniquement de scorbut depuis son entrée dans l'océan Pacifique.
Il rentre à Saint-Malo le 16 mars 1769 et publie en deux volumes en 1771 et 1772 le Voyage autour du monde par la frégate du roi La Boudeuse et la flûte L'Étoile en 1766, 1767, 1768 et 1769, où il évoque le mythe, au parfum alors sulfureux, du « paradis polynésien ». Ce journal de voyage rencontre un vif succès en Europe. Bougainville voit les apports scientifiques de son voyage éclipsés par le caractère ambigu du succès de son ouvrage. Il a néanmoins fait faire de grands progrès à la géographie de l'Océanie, découvrant des îles nouvelles, précisant la situation de beaucoup d'autres, donnant sur les mœurs des indigènes des renseignements intéressants. Denis Diderot, écrit, en réaction, son Supplément au voyage de Bougainville, en 1772.

### Guerre d'indépendance des États-Unis
Il embarque ensuite comme second du capitaine de vaisseau de Guichen sur la Terpsichore en mai 1775 et sur le Solitaire en décembre 1776. Il commande en janvier 1777 le vaisseau le Bien-Aimé, puis, d’avril 1778 à 1779, le Guerrier. Promu chef d'escadre des armées navales le 8 décembre 1779, malgré ses origines roturières, il commande plusieurs vaisseaux dans la guerre d'indépendance des États-Unis, dont le Languedoc, de juin à septembre 1780. Il commande l’Auguste (de 80 canons) au sein de la flotte qui quitte Brest en mars 1781, sous les ordres du comte de Grasse. Il est au combat devant Fort-Royal de la Martinique le 29 avril 1781 contre la flotte britannique de l'amiral Hood et manœuvre si maladroitement sa division qu’une large brèche s’ouvre entre le centre et l’arrière-garde, ce qui lui vaut deux jours de mise aux arrêts. Le 5 septembre de la même année, il participe à la bataille de la baie de Chesapeake et contribue à la victoire. Il retourne dans l'armée de terre avec le grade de maréchal de camp.
Son comportement à la bataille des Saintes, le 12 avril 1782, est des plus curieux. À la tête de sa division de six vaisseaux, il abandonne son amiral, le comte de Grasse, et les douze autres vaisseaux français aux prises avec les navires britanniques sous les ordres de l'amiral Rodney. Bougainville prétend ne pas avoir compris les signaux de son vaisseau amiral pour définir la manœuvre. Il lui était pourtant facile de faire faire demi-tour à sa division et de revenir en l'espace d'une heure sur le lieu du combat. Ce faisant, il aurait provoqué la panique chez les Britanniques entourant les vaisseaux français. De nombreux témoins accablèrent la désertion de Bougainville au procès de Lorient en 1784. Cependant le conseil de guerre le relaxe, car sa condamnation eût été embarrassante pour les ministres, compte tenu de ses relations.

### Révolution et Empire

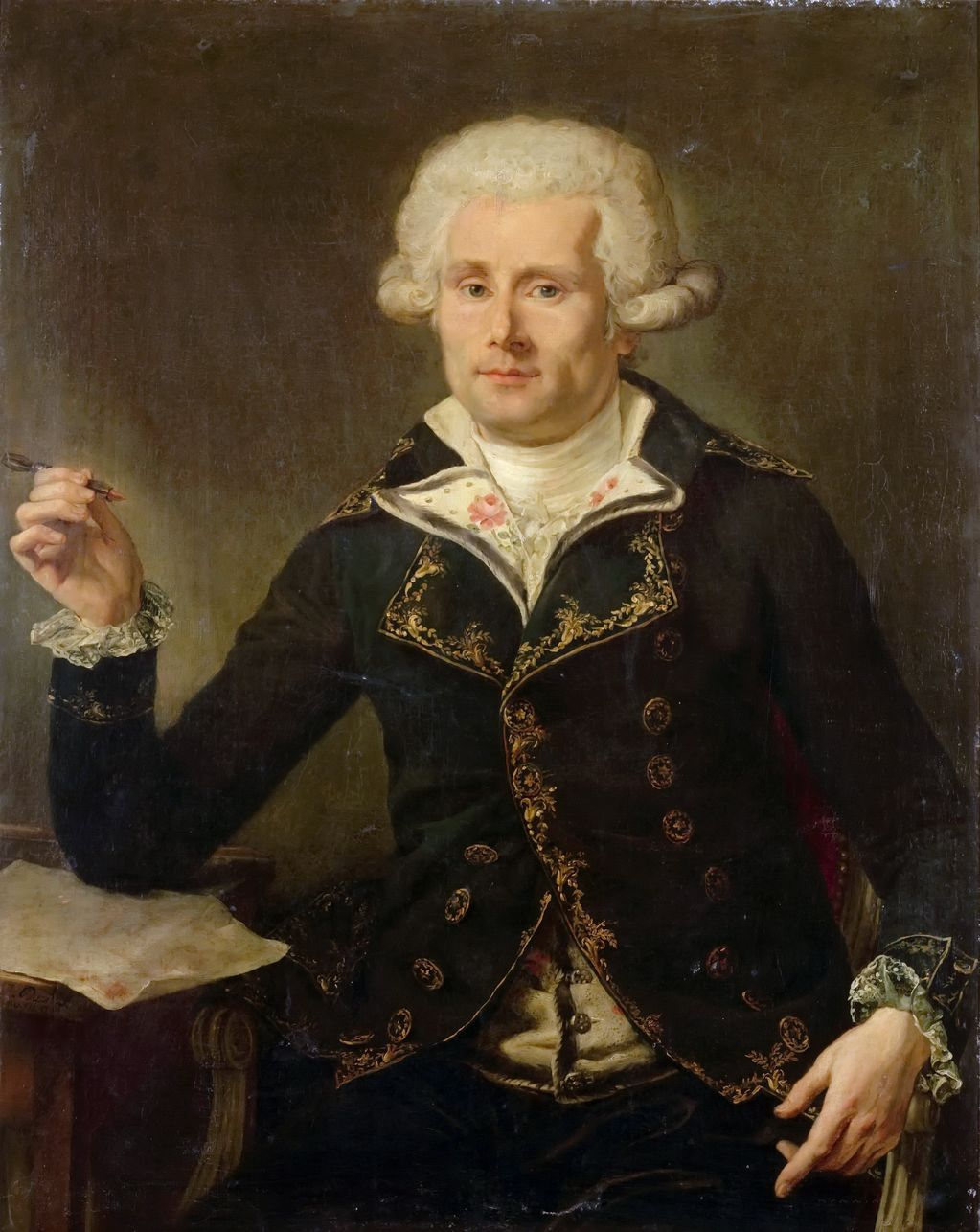
Louis Antoine de Bougainville, huile sur toile de Joseph Ducreux datée de 1790.

Il forme un projet d'expédition au pôle Nord, qui lui est refusé par le ministre Loménie de Brienne. À la Révolution, il reste fidèle à Louis XVI. Il est chargé en 1790 de commander l'armée navale de Brest. Promu au rang de vice-amiral le 1er janvier 1792, n'ayant pu rétablir l'ordre dans cette troupe indisciplinée, il se retire du service en février de la même année. Il quitte la marine après en avoir refusé le ministère en 1792 après la retraite de Fleurieu, pour se consacrer à l'étude des sciences et à l’éducation de ses enfants. Il est près du roi le 20 juin 1792.
Arrêté comme suspect pendant la Terreur, il aurait probablement posé sa tête sur l’échafaud sans la chute de Robespierre à la suite de laquelle il est libéré. Associé libre de l'Académie des sciences depuis 1789, il est élu membre de l'Institut de France et membre du Bureau des longitudes en 1796 et prend une part active aux travaux de ces deux corps savants. C'est en 1796 que le Supplément au Voyage de Bougainville, de Denis Diderot, est publié (il avait été écrit en 1772 ; il n'existe à ce jour aucune étude historique précise de cette publication et de sa réception). En 1797, le conseil des Cinq-Cents le présenta en concurrence avec Barthélemy, pour le poste de Directeur. Comme géographe membre de l'Institut national des sciences et des arts, il présente à la Classe des sciences morales et politiques, en juin 1798, un "Essai historique sur les navigations anciennes et modernes dans les hautes latitudes septentrionales", puis, en juin 1799, une "Notice historique sur les sauvages de l'Amérique septentrionale" (tous deux publiés dans le volume 3 des Mémoires de la Classe). 

### Mécène de l'horticulture
Il connaissait, et se passionnait pour les plantes, son jardin était remarquable. Le comte Antoine de Bougainville engagea un jeune maître jardinier, Christophe Cochet (1777-1819), âgé de 22 ans. En 1802, une pépinière voisine se mit en vente. Le comte l’offrit à Cochet pour qu’il y développe la culture des rosiers, culture dans laquelle il excellait.
Peu après, les roses de Chine arrivèrent en France, grâce à l’impératrice Joséphine. Christophe Cochet et ses fils surent en tirer profit. La collection de roses augmenta considérablement, les pépinières de Suisnes prirent une grande extension, elles atteindront bientôt 28 hectares. Trois générations et soixante-quinze ans plus tard, le petit-fils de Christophe, Scipion Cochet (1833-1896), semeur de roses et rosiériste de grande renommée, réalisa que les hybrideurs français avaient besoin de décrire et d’illustrer avec précision leurs créations. Il fonda, à Suisnes, le Journal des roses (1877) aidé de son ami, Camille Bernardin, avocat et homme politique. Son fils Pierre, puis son neveu Charles, prendront la relève.

### Comblé de dignités
Napoléon Bonaparte le comble de dignités : sénateur en 1799, grand officier de la Légion d'honneur en 1804, comte d'Empire en 1808. Il préside le conseil de guerre qui juge les responsables de la bataille de Trafalgar en 1809. Ce sera sa dernière fonction officielle.

### Mort

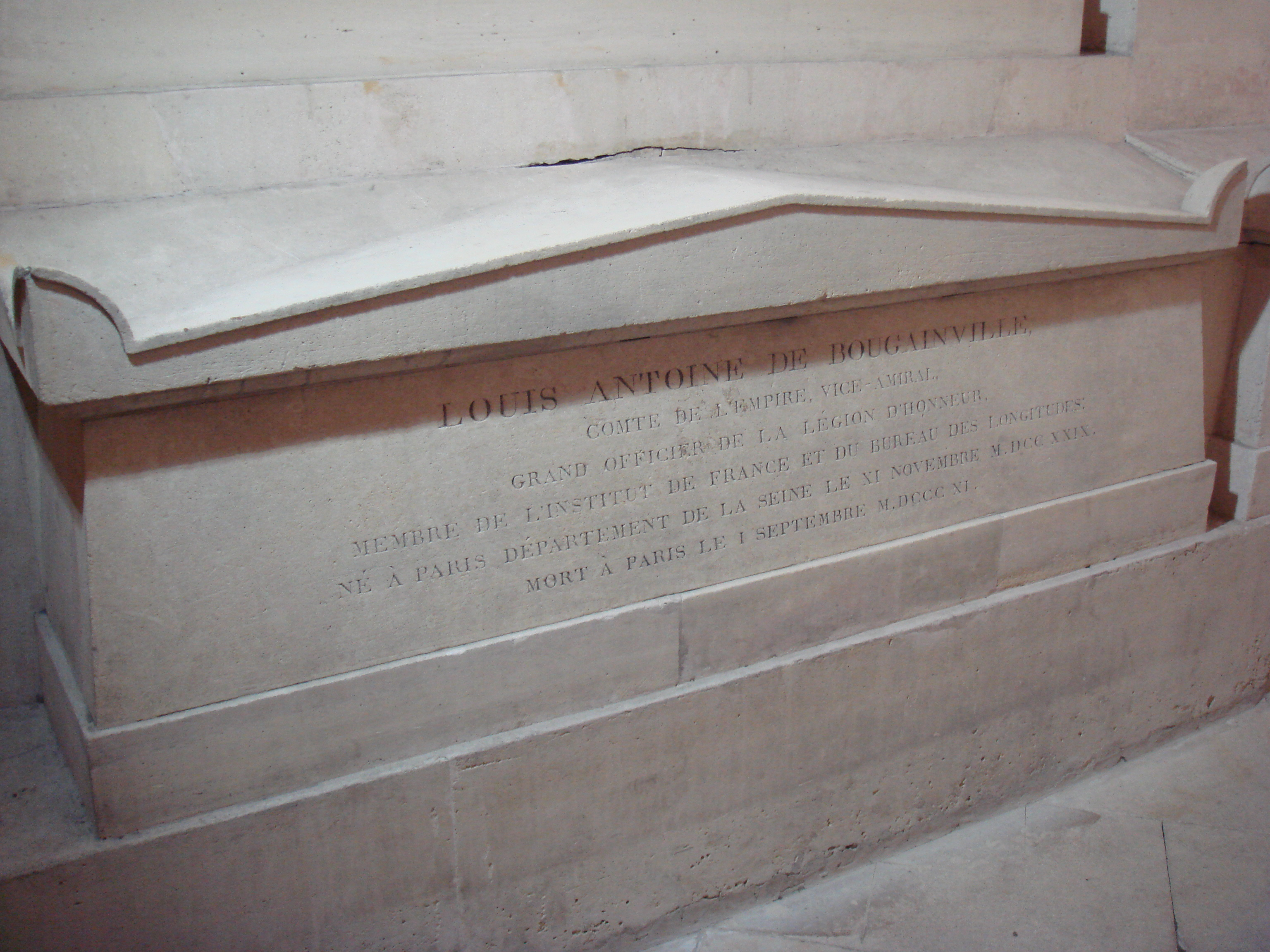
Tombe de Louis-Antoine de Bougainville au Panthéon.

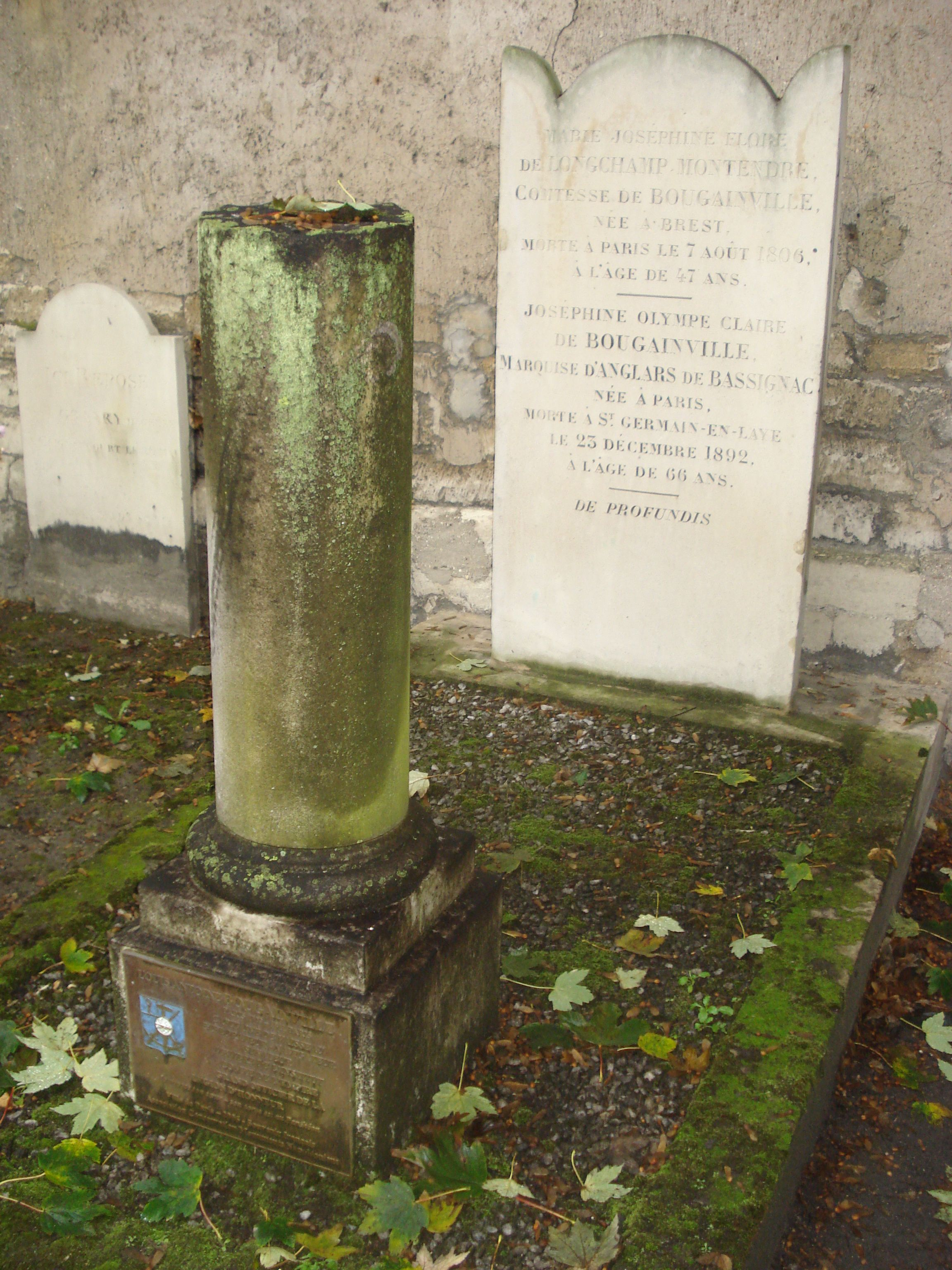
Tombe de Louis Antoine de Bougainville au cimetière du Calvaire.

Atteint de dysenterie, Louis-Antoine de Bougainville, veuf de Marie-Josephe-Flore de Montende, meurt le 31 août 1811, à onze-heures du soir, dans son hôtel, 5 passage des Petits-Pères, (5 rue de la Banque depuis 1844) dans l'ancien 3e arrondissement de Paris (actuel 2e arrondissement de Paris).
Son cœur, enchâssé dans une urne, est placé sous une colonne votive posée sur la sépulture familiale au cimetière du Calvaire à Montmartre où reposent déjà son deuxième fils Amand, mort noyé près du château de Suisnes en 1801, à l'âge de 16 ans, et son épouse, morte en 1806.
Le 5 septembre 1811 ont lieu les funérailles solennelles en l'église Sainte-Geneviève qui n'est autre que le Panthéon auquel le vocable initialement voulu par Louis XV a été réattribué en 1806. Après l'éloge funèbre (ou discours) prononcé par le comte de Lacépède, président du Sénat, le corps de Bougainville est descendu dans le caveau III de la crypte des grands hommes de la patrie où il repose encore,.

## Hommages et postérité
Le 31 août 2011, a eu lieu un hommage à Louis Antoine de Bougainville au Panthéon à Paris à l'occasion du bicentenaire de sa mort.
Il ne reste presque rien de ce qu'a ramené Bougainville de ses voyages, seul un manche d'éventail présenté au musée du Louvre.

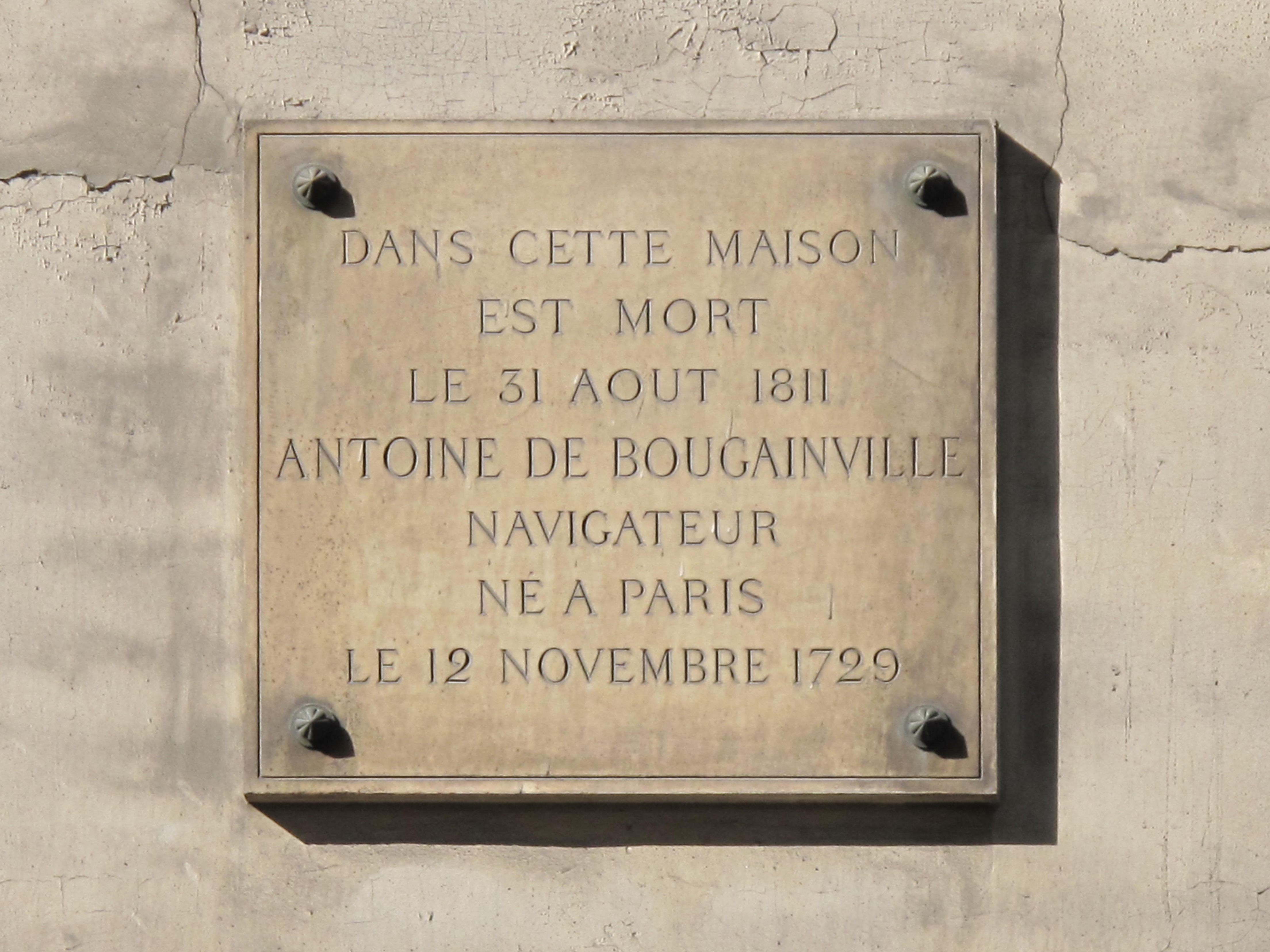
Plaque commémorative au 5 rue de la Banque à Paris.
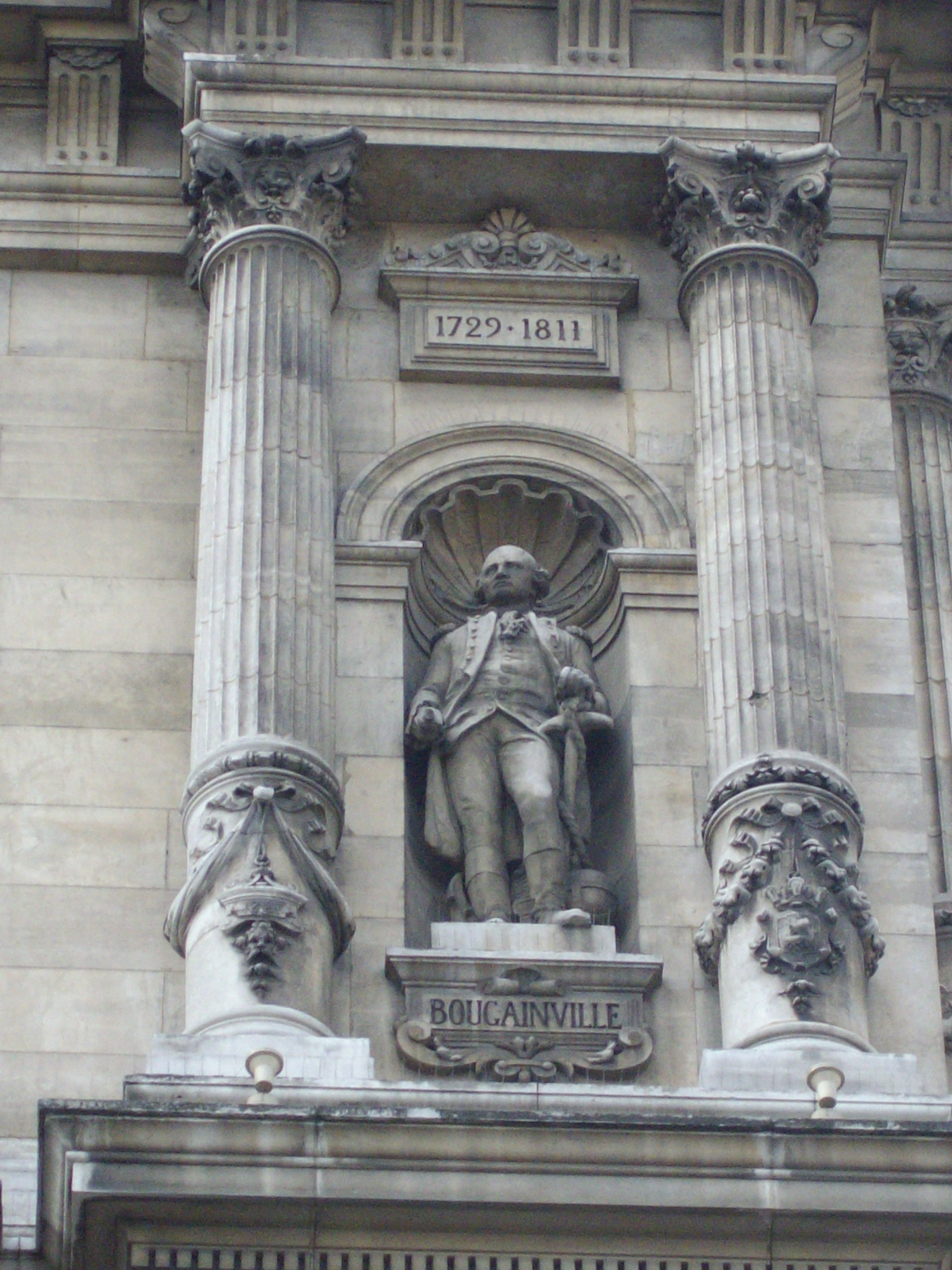
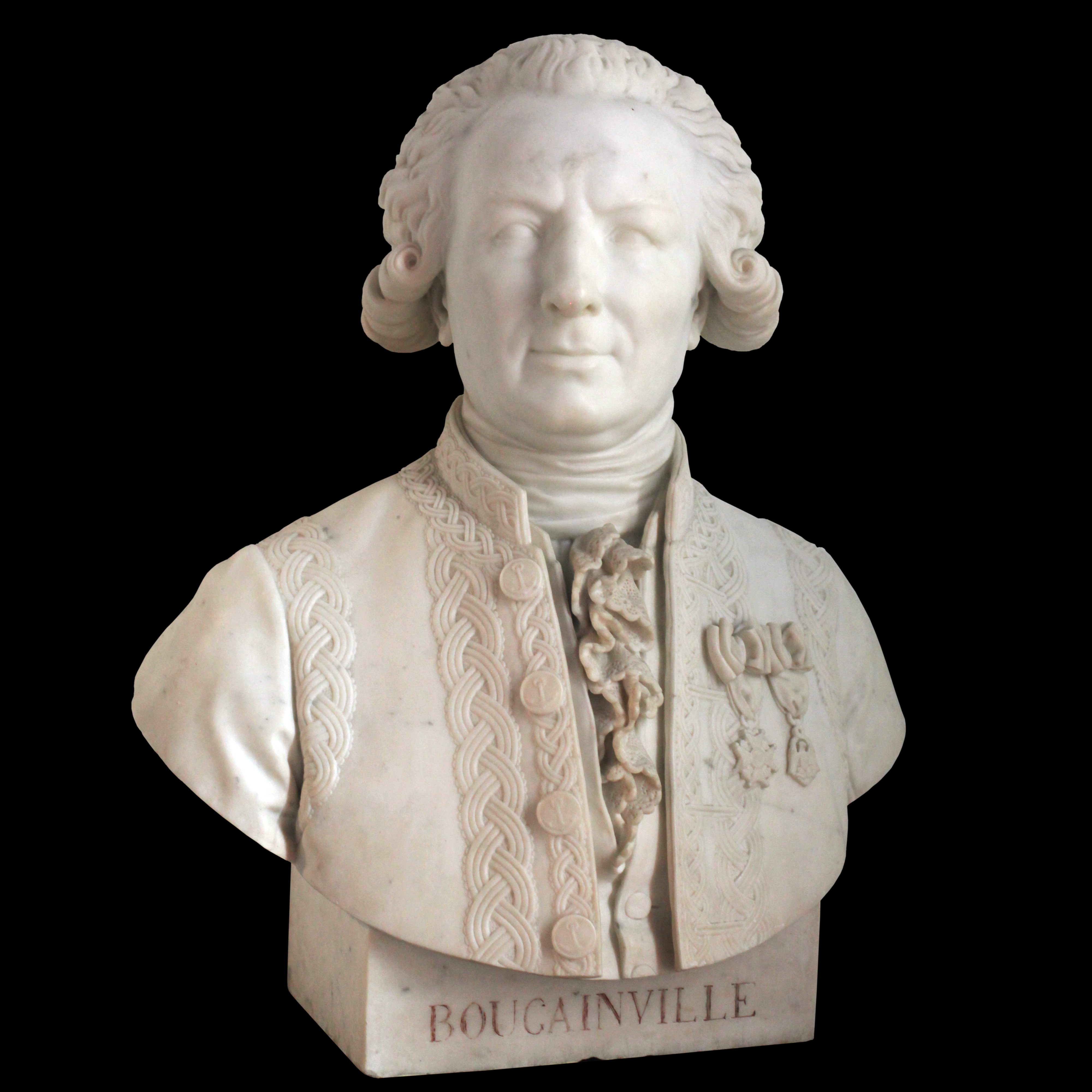
Buste de Louis-Antoine de Bougainville, qui a été créé par Astyanax Scaevola Bosio, 1831.
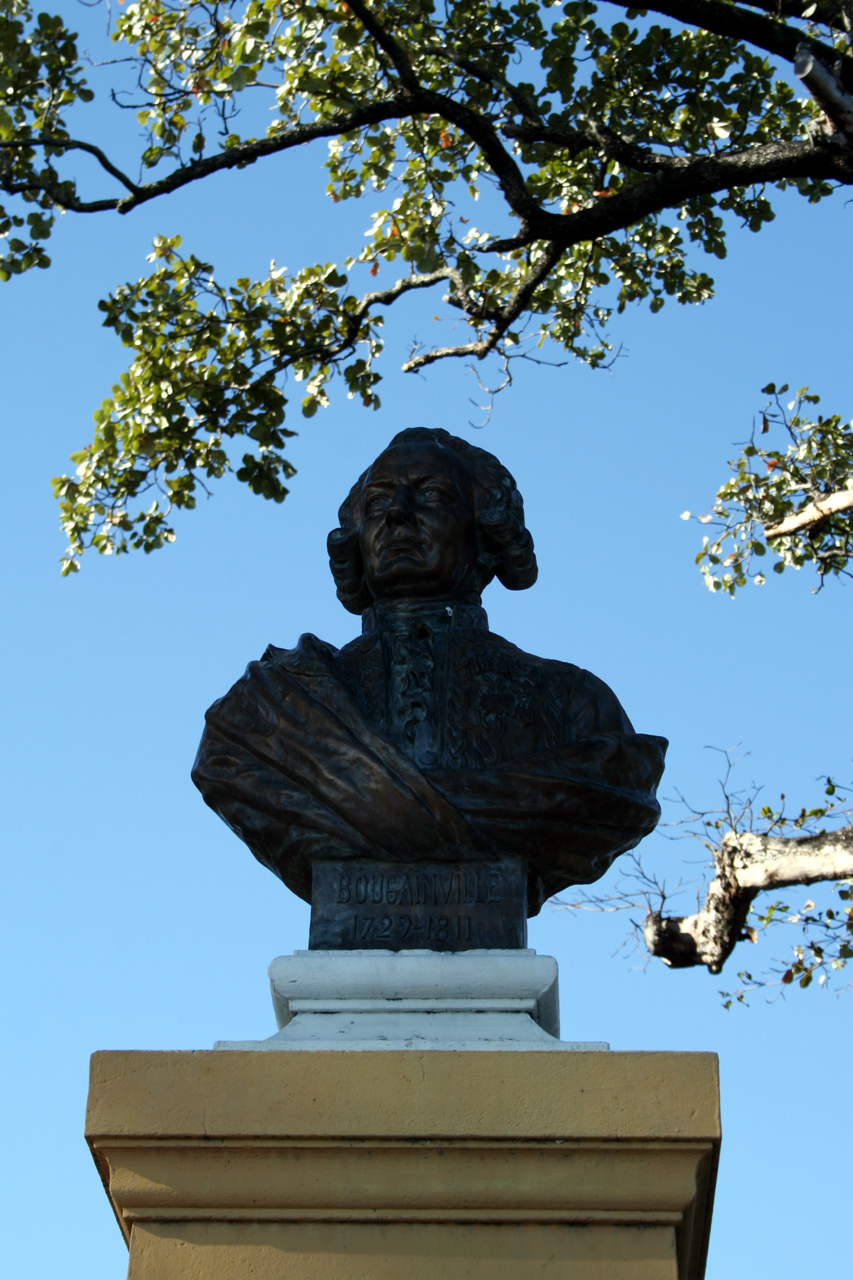

Les bougainvilliers et leurs fleurs les bougainvillées (arbustes du genre Bougainvillea, devenus de nos jours très communs en France et en Europe) ont été nommés en son honneur à la suite de spécimens collectés au Brésil par le botaniste Philibert Commerson lors de cette circumnavigation.
- Une espèce d'Insecte coléoptère de la famille des Histeridae: Bacanius (s.str.) bougainvillei, décrite de Nouvelle-Calédonie, lui a été dédiée par l'entomologiste français Yves Gomy en 1976[40].
- L'île Bougainville, en Papouasie-Nouvelle-Guinée, porte son nom.
- À Neuilly-sur-Marne, une rue de la ville porte son nom ainsi que le terminus de la ligne 203 « Bougainville » dans la même rue. À Paris, la rue Bougainville lui rend hommage.
- L’USS Bougainville, troisième des nouveaux porte-hélicoptères d’assaut américains de la classe America, est en achèvement à flot en vue d’une entrée en flotte en 2025.

## Famille
Arbre généalogique :
- Yves de Bougainville 1615-1675
  - Yves de Bougainville 1656
    - Yves Pierre de Bougainville 1686-1756
      - Jean-Pierre de Bougainville 1722-1763
      - Marie Françoise Charlotte de Bougainville 1724-1813
      - Louis Antoine de Bougainville 1729-1811 
        - Hyacinthe Yves Philippe Potentien de Bougainville 1781-1846
        - Alphonse de Bougainville 1788-1861
          - Claire de Bougainville 1826-1892
          - Alix de Bougainville
          - Paule de Bougainville 1832-1929

    - Louis de Bougainville de Nerville 1687-1762

### Mariage et descendance
Il épouse, le 25 janvier 1781 à Brest, Marie Joséphine Flore de Longchamps Montendre, fille de Claude Charles de Montendre, capitaine de vaisseau, et de Yvonne du Botdéru, dont il aura quatre enfants :
- Hyacinthe Yves Philippe Potentieu de Bougainville, né le 26 décembre 1781 à Brest, mort le 10 octobre 1846 à Paris, gentilhomme de la Chambre du roi Charles X et contre-amiral ;
- Amand Charles Augustin de Bougainville, né en 1785, noyé le 24 mai 1801, à l'âge de 16 ans, à Grisy-Suisnes, dans la rivière de l'Yerres, derrière le château de ses parents. Il est inhumé à Montmartre, au Cimetière du Calvaire attenant à l'église Saint-Pierre de Montmartre, où reposeront par la suite aussi sa mère et le cœur de son père, morts et inhumés respectivement en 1806 et 1811, ainsi que son frère cadet Adolphe Louis Olympe, mort en 1854.
- Jean-Baptiste Hyacinthe Alphonse de Bougainville, né le 19 novembre 1788 à Paris, mort le 11 mai 1861 à Paris, colonel de cavalerie, marié à Henriette Eugénie Joséphine de Salvaing de Boissieu (1805-1884), fille du baron Jean Joseph de Boissieu, directeur du Génie maritime, et de Suzanne Homberg, le 7 février 1825 à Paris.
- Adolphe Louis Olympe de Bougainville, né le 17 mars 1796 à Paris, mort le 30 juillet 1854 à Paris.

## Publications de Bougainville

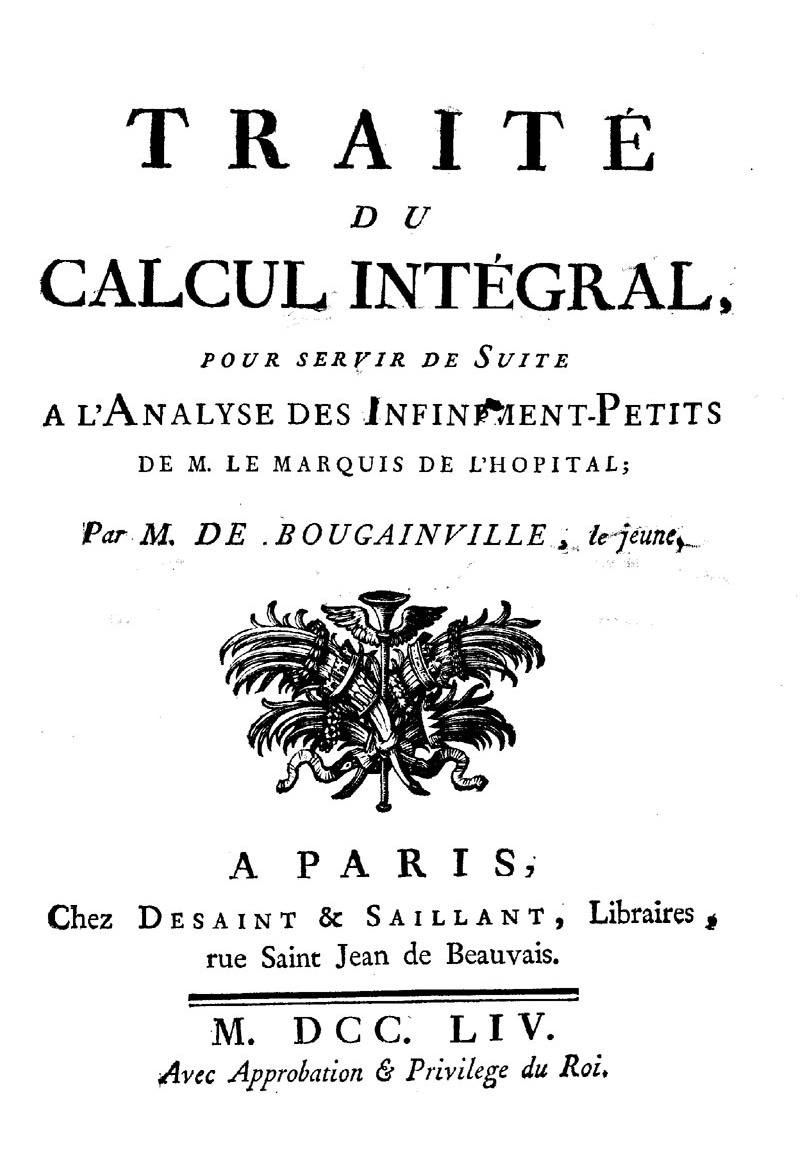
Traité du calcul intégral, 1754.

- Louis-Antoine de Bougainville, Traité du calcul intégral, pour servir de suite a l'analyse des infiniment-petits de M. le Marquis de L'Hospital, Paris, H. L. Guerin & L. F. Delatour, 1754-1756 (lire en ligne sur Gallica : Partie 1 et Partie 2).
- Voyage autour du monde par la frégate du Roi « La Boudeuse » et la flute « l'Étoile » en 1766, 1767, 1768, et 1769 (1 volume, 1771 et 2 volumes, 1772).
- Essai historique sur les navigations anciennes et modernes dans les hautes latitudes septentrionales. (Comptes rendus de l'Académie des Sciences), 1798 (An VI).
- Notice historique sur les sauvages de l'Amérique septentrionale. (Comptes rendus de l'Académie des Sciences), 1799. Pp. 322-346.
- Louis-Antoine de Bougainville. Écrits sur le Canada : mémoires, journal, lettres, publiés sous la direction de Roland Lamontagne, Sillery, Éditions du Pélican, 1993. (extrait en ligne).
- Amis des Grands Voiliers - Sail Training Association France, Grands Voiliers Infos, Lyon, Imprimerie Veoprint, 2017, 43 p.n° 82, Été 2017 : Bougainville, navigateur scientifique, par Michel Balique, pp. 14 à 17.

## Titres
- 1er comte de Bougainville de l'Empire (lettres patentes de 26 avril 1808, Bayonne[41]).

## Armoiries
| Figure | Blasonnement |
|        | Armes des Bougainville sous l'Ancien Régime : D'or, à l'aigle éployée de sable. |
|        | Armes de Bougainville et de l'Empire : D'azur, à une ancre et deux épées croisées d'or, par-dessus un globe terrestre d'argent, franc-quartier du Sénat. - Livrées : azur, or & argent. |